# لیندن (تگزاس)
لیندن، تگزاس(به انگلیسی: Linden, Texas) شهری در ایالت تگزاس از ایالات جنوبی ایالات متحده آمریکا است. در سرشماری سال ۲۰۰۰، جمعیت این شهر ۲۲۵۶ نفر اعلام شد.